# Hans-Georg Pflaum
Hans-Georg Pflaum (* 3. Juni 1902 in Berlin; † 26. Dezember 1979 in Linz) war ein französischer Althistoriker deutscher Herkunft. Anerkennung erwarb er sich in der Fachwelt vor allem in der prosopographischen Erforschung der römischen Verwaltung der Kaiserzeit und in der lateinischen Epigraphik.

## Leben und Wirken
Der aus einer jüdischen Industriellenfamilie stammende Pflaum sollte zunächst in das väterliche Unternehmen eintreten und studierte zu diesem Zweck in Breslau und Heidelberg Jura; er wurde 1925 in Breslau promoviert. Als das Unternehmen 1929 der Weltwirtschaftskrise zum Opfer fiel, begann Pflaum ein zweites Studium der Alten Geschichte und Klassischen Philologie in Berlin, wo er Veranstaltungen bei Ulrich Wilcken, Wilhelm Weber, Eugen Täubler und Ernst Stein besuchte. Nach der nationalsozialistischen Machtergreifung verließ er 1933 Deutschland und setzte sein Studium in Paris bei Jérôme Carcopino an der Sorbonne fort. Ein weiterer Lehrer war der Epigraphiker Louis Robert. 1937 schrieb Pflaum eine Abschlussarbeit über den Cursus publicus während der römischen Kaiserzeit und sollte Mitarbeiter des in Gründung befindlichen Centre National de la Recherche Scientifique (CNRS) werden.
Bei Ausbruch des Zweiten Weltkriegs trat Pflaum in die französische Fremdenlegion ein. Nach der französischen Niederlage 1940 musste er seine Stelle am CNRS aufgeben; seine Abschlussarbeit konnte nur anonym erscheinen. 1942 flüchtete er vor der Verfolgung in den Untergrund nach Südfrankreich, wo er seine Forschungen über die römischen Prokuratoren fortsetzen konnte, die er nach Ende des Krieges 1947 als thèse einreichte. Er arbeitete wieder am CNRS in Paris und wurde dort 1956 Directeur de recherche. Seit den 1960er Jahren unterrichtete er auch an der École Pratique des Hautes Études und übernahm wiederholt Gastprofessuren in verschiedenen europäischen Ländern und in Princeton. 1966 wurde er zum korrespondierenden Mitglied der Göttinger Akademie der Wissenschaften und 1968 der British Academy gewählt. Von 1969 bis 1971 war er Präsident der Société Française de Numismatique.
Pflaums zentrales Forschungsgebiet war die Verwaltung des römischen Kaiserreichs und die Prosopographie der herrschenden Schichten, insbesondere des Ritterstandes. Er verfasste grundlegende Werke über die ritterlichen Prokuratoren. In weiteren Monographien und zahlreichen Einzelstudien beschäftigte er sich mit epigraphischen, numismatischen und onomastischen Fragen sowie militär- und religionsgeschichtlichen Themen. Einen regionalen Schwerpunkt bildete das römische Nordafrika. Von 1966 bis 1978 war Pflaum Mitherausgeber der L’Année épigraphique.
Zum 25. Todestag wurde in Paris ein internationales Kolloquium abgehalten. Die Beiträge von 26 vorwiegend französischen Althistorikern wurden 2006 in einem Sammelband herausgegeben.

## Schriften
- Essai sur le ‘Cursus Publicus’ sous le Haut-Empire Romain (= Extrait des mémoires presentés par divers savants à l’Académie des inscriptions et belles-lettres. Band 14). Paris 1940. (Anonym erschienen.)
- Le marbre de Thorigny (= Bibliothèque de l’École pratique des Hautes Études. Band 292). Paris 1948.
- Essai sur les Procurateurs équestres sous le Haut-Empire romain. Paris 1950.
- Procurator. In: Paulys Realencyclopädie der classischen Altertumswissenschaft (RE). Band XXIII,1, Stuttgart 1957, Sp. 1240–1279. Überarbeitete französische Fassung: Abrégé des procurateurs équestres. Boccard, Paris 1974.
- Inscriptions latines de l’Algérie. Band 2,1: Inscriptions de la confédération cirtéenne, de Cuicul et de la tribu des Suburbures: Rusicade et région de Rusicade Cirta, castellum Celtianum, Caldis, castellum Tidditanorum. Champion, Paris 1957.
- Les carrières procuratoriennes équestres sous le haut-empire romain (= Institut français d’Archéologie de Beyrouth. Bibliothèque archéologique et historique. Band 57). 4 Bände, Paris 1960–1961.
- Das römische Kaiserreich. In: Propyläen Weltgeschichte. Band 4. Berlin 1963, S. 317–428.
- Les Sodales Antoniniani de l’époque de Marc-Aurèle. Paris 1966.
- Inscriptions latines de l’Algérie. Band 2,2: Inscriptions de la confédération cirtéenne, de Cuicul et de la tribu des Suburbures: Entre Cirta et Thibilis, Thibilis de civitatas nattabatum à Tigisis. Champion, Paris 1976.
- Les fastes de la province de Narbonnaise. Paris 1978.
- Les carrières procuratoriennes équestres sous le haut-empire romain. Band 10 Supplément (= Bibliothèque archéologique et historique Band 112). Geuthner, Paris 1982, ISBN 2-7053-0189-5.
- Inscriptions latines de l'Algérie. Band 2,3: Inscriptions de la confédération cirtéenne, de Cuicul et de la tribu des Suburbures. Saddar, Castellum, Subzvaritanum et gens suburburum colonorum Colonia Cuiculitanorum. Champion, Paris 2003, ISBN 2-87754-139-8.